# Кисляков Костянтин Сергійович
Костянтин Сергійович Кисляков (13 липня 1913, Харків — 24 грудня 2000, Харків) — передовик виробництва в машинобудуванні, токар-карусельник, Герой Соціалістичної Праці (28.05.1960). Кандидат у члени ЦК КП(б)У в 1949—1952 роках. Член ЦК КПУ в 1952—1976 роках.

## Біографія
Народився 1 (13 липня) 1913 року в місті Харкові. У 1927–1930 роках — учень школи фабрично-заводського навчання при Харківському електромеханічному заводі, у 1930–1933 роках — учень токаря на Харківському електромеханічному заводі.
З 1933 по 1991 рік працював токарем на Харківському турбінному заводі імені С. М. Кірова, де досяг значних успіхів у виконані й перевиконанні виробничих планів. Під час німецько-радянської війни працював у евакуації токарем-карусельником на Уральському турбінному заводі. У 1944 році повернувся на Харківський турбінний завод.
Член ВКП(б) з 1942 року. Був делегатом XXI-го з'їзду КПРС; делегатом XVI-го з'їзду Компартії України на якому обирався кандидатом у члени ЦК та делегатом XVII, XVIII, XIX, XX, XXI, XXII, XXIII, XXIV з'їздів Компартії України, на яких обирався членом ЦК Компартії України.

## Нагороди та відзнаки
Герой Соціалістичної Праці (28.05.1960). Нагороджений двома орденами Леніна (6.12.1957, 28.05.1960), орденом Жовтневої Революції (5.04.1971), орденом «Знак Пошани» (2.12.1947), медаллю «За трудову доблесть» (19.09.1952), медаллю «За трудову відзнаку» (27.02.1976), іншими медалями. Лауреат Сталінської премії СРСР ІІІ ст. за 1952 рік. Заслужений машинобудівник Української РСР (12.07.1973).